# Jagoš Vuković
Pour les articles homonymes, voir Vuković.
Jagoš Vuković (en serbe en écriture cyrillique : Јагош Вуковић) est un footballeur international serbe né le 10 juin 1988 à Bačko Dobro Polje en Yougoslavie (auj. en Serbie) évoluant au poste de défenseur central à l'IMT Belgrade.

## Palmarès
- Vainqueur de la Coupe de Turquie en 2017 avec Konyaspor.